# Richard Flood
Pour les articles homonymes, voir Flood.
Richard Flood, est un acteur Irlandais, né le 28 juillet 1982 à Dublin.
Il est surtout connu pour son rôle de Dr Cormac Hayes dans Grey's Anatomy sur ABC.

## Biographie

### Carrière
En 2020, il rejoint la série Grey's Anatomy, créée par Shonda Rhimes à partir de la saison saison 16, dans le rôle récurrent du Dre Cormac Hayes, chef du service de chirurgie pédiatrique à la suite du départ de Justin Chambers. Il obtient un rôle permanent dès la saison 17 aux côtés d'Ellen Pompeo, Jesse Williams, Camilla Luddington et Caterina Scorsone.

### Vie personnelle
En 2012, il rencontre Gabriella Pession, actrice italienne sur le tournage de la série Crossing Lines. Ils ont eu un enfant, Giulio Flood, né en juin 2014. Ils se sont mariés le 3 septembre 2016 à Portofino en Italie.

## Filmographie
Sauf indication contraire, les informations mentionnées dans cette section peuvent être confirmées par la base de données cinématographiques IMDb,  présente dans la section « Liens externes ».

### Cinéma
- 2017 : Invisible de Gary Sinyor : Will Shields

### Télévision

#### Séries télévisées
- 2013-2014 : Crossing Lines : Tommy McConnel (rôle principal, saison 1 et saison 2 - 22 épisodes)
- 2015-2016 : Red Rock (en) : James McKay (rôle principal - 74 épisodes)
- 2017-2019 : Shameless : Ford Kellogg (rôle récurrent saison 8, principal saison 9 - 14 épisodes)[4]
- depuis 2020 : Grey's Anatomy : Dr Cormac Hayes, chef du service de chirurgie pédiatrique (récurrent saison 16, principal depuis la saison 17)[1]

#### Téléfilms
- 2010 : Trois femmes pour un destin : Peter
- 2013 : Killing Kennedy : Kenny O'Donnell